# Château de Hédé
Pour les articles homonymes, voir Hede (homonymie).
Les ruines du château de Hédé sont les restes d'un château fort breton en France, sur la commune de Hédé-Bazouges.

## Localisation
Les vestiges du château sont situés à Hédé-Bazouges, en Ille-et-Vilaine, sur un promontoire rocheux à l'ouest de la ville de Hédé, qui descend à pic vers l'ouest et le sud, et d'où l'on jouit d'une vue étendue.

## Histoire
Tour en pierre fut construite aux XIIe et XIIIe siècles à l'ouest de la ville, en remplacement de la motte castrale. Elle était composée sur plan carré, avec des contreforts dans les angles, d'un sous-sol, d'un rez-de-chaussée et de trois étages. L'entrée était au premier étage vers la cour, à l'ouest ; le rez-de-chaussée servait de réserve et à la défense de l'ouvrage ; les niveaux supérieurs étaient dévolus à l'habitation. Les murs mesuraient 4 mètres d'épaisseur et de 22 à 23 mètres de haut.
L'enceinte à neuf côtés de la basse-cour date quant à elle été reconstruite par le duc Jean IV à la fin du XIVe siècle. Elle possède des moineaux aux angles.

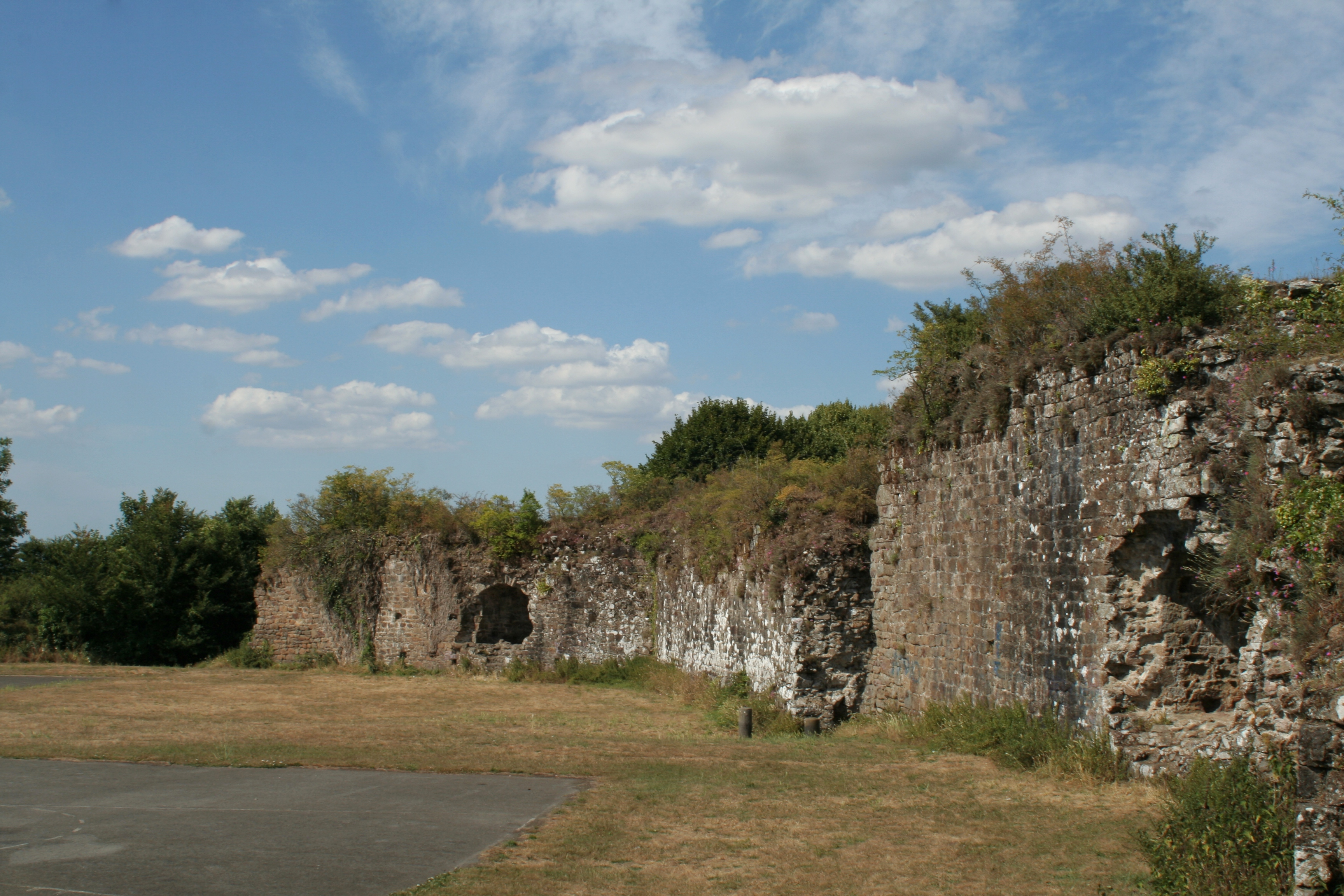
Courtine du XIVe siècle, entrée d'un moineau.
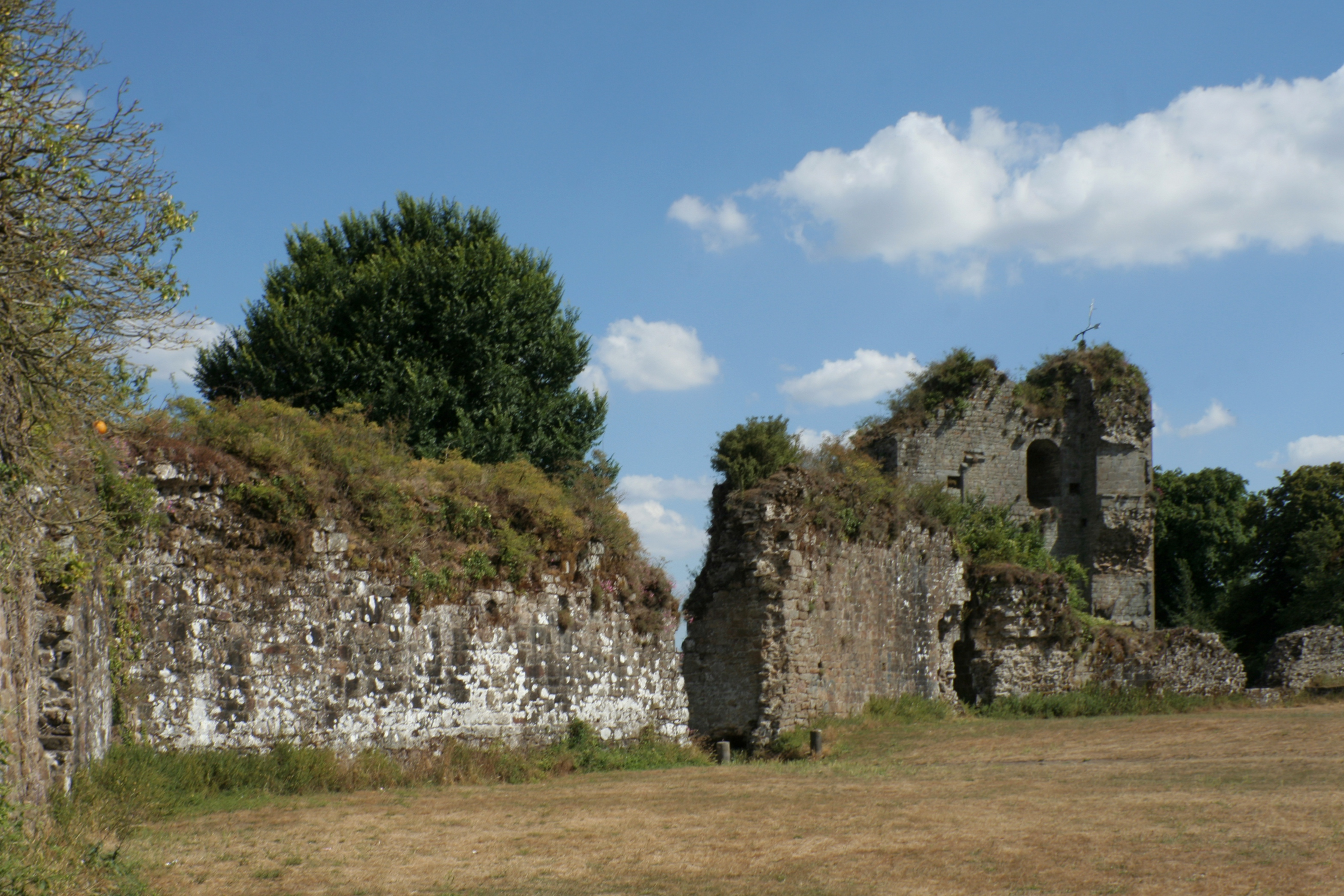
État actuel de la courtine.

Les Français s'en emparèrent sans résistance en 1488 après leur victoire à la bataille de Saint-Aubin-du-Cormier ; Philippe-Emmanuel de Lorraine, duc de Mercœur, s'en rendit maître en 1597, et Henri IV le fit démolir l'année suivante sur demande de la population.

État de la ruine.

Seules subsistent la partie est du donjon, ainsi que les courtines de la basse-cour. Ces vestiges font l'objet d'une inscription au titre des monuments historiques depuis le 14 octobre 1926. Ils sont occupés par des terrains de basket-ball, dont un a été transformé en piste de skateboard depuis l'été 2015.

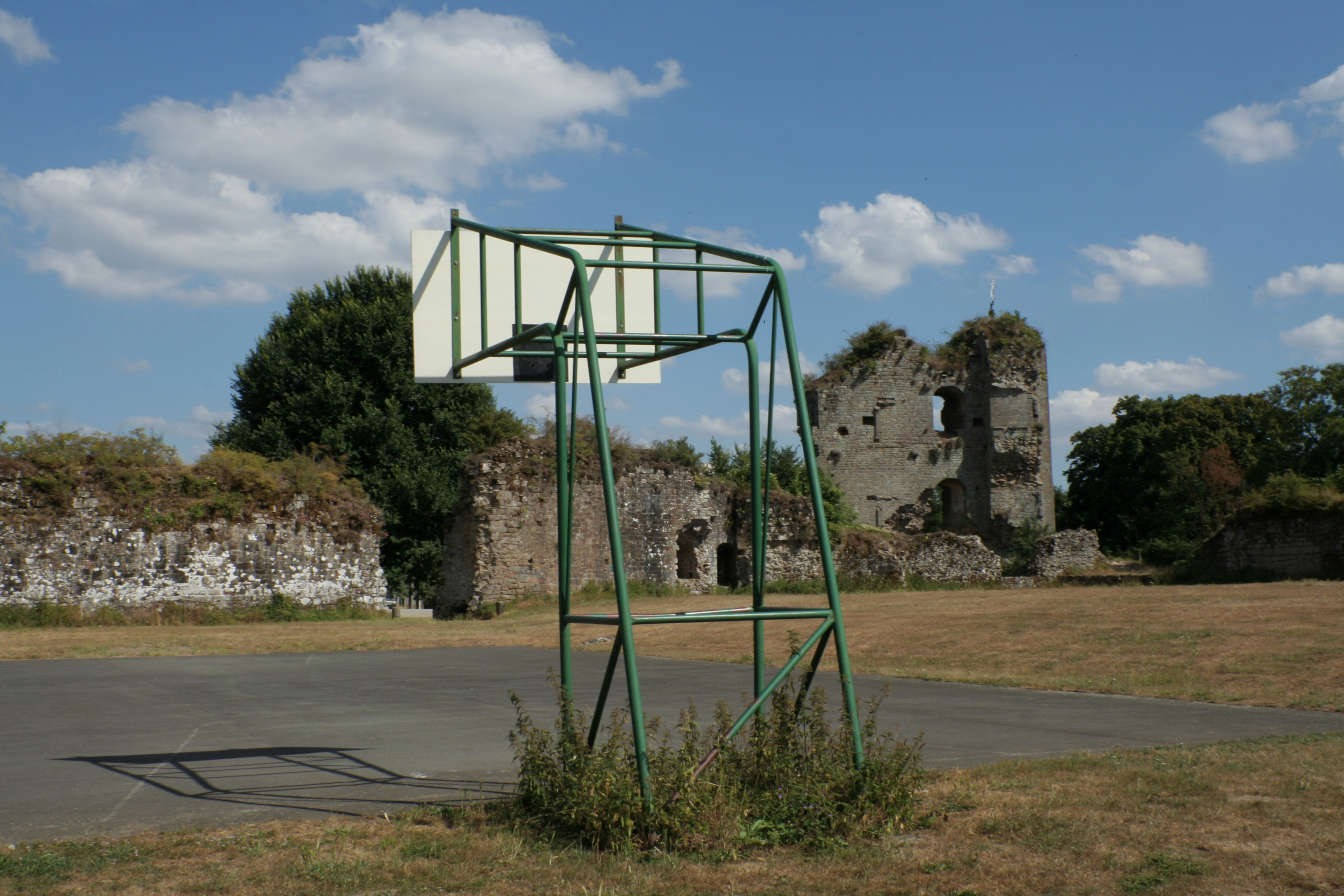
La cour du château sert de terrain de basket-ball.